# Les Moëres
Les Moëres (westflämisch: De Moeren) ist eine ehemalige französische Gemeinde nahe Dünkirchen mit zuletzt 945 Einwohnern (Stand 1. Januar 2013) im Département Nord in der Region Hauts-de-France.
Die östliche Gemeindegrenze bildete auch die Staatsgrenze zu Belgien. Am 1. Januar 2016 wurde Les Moëres nach Ghyvelde eingemeindet.

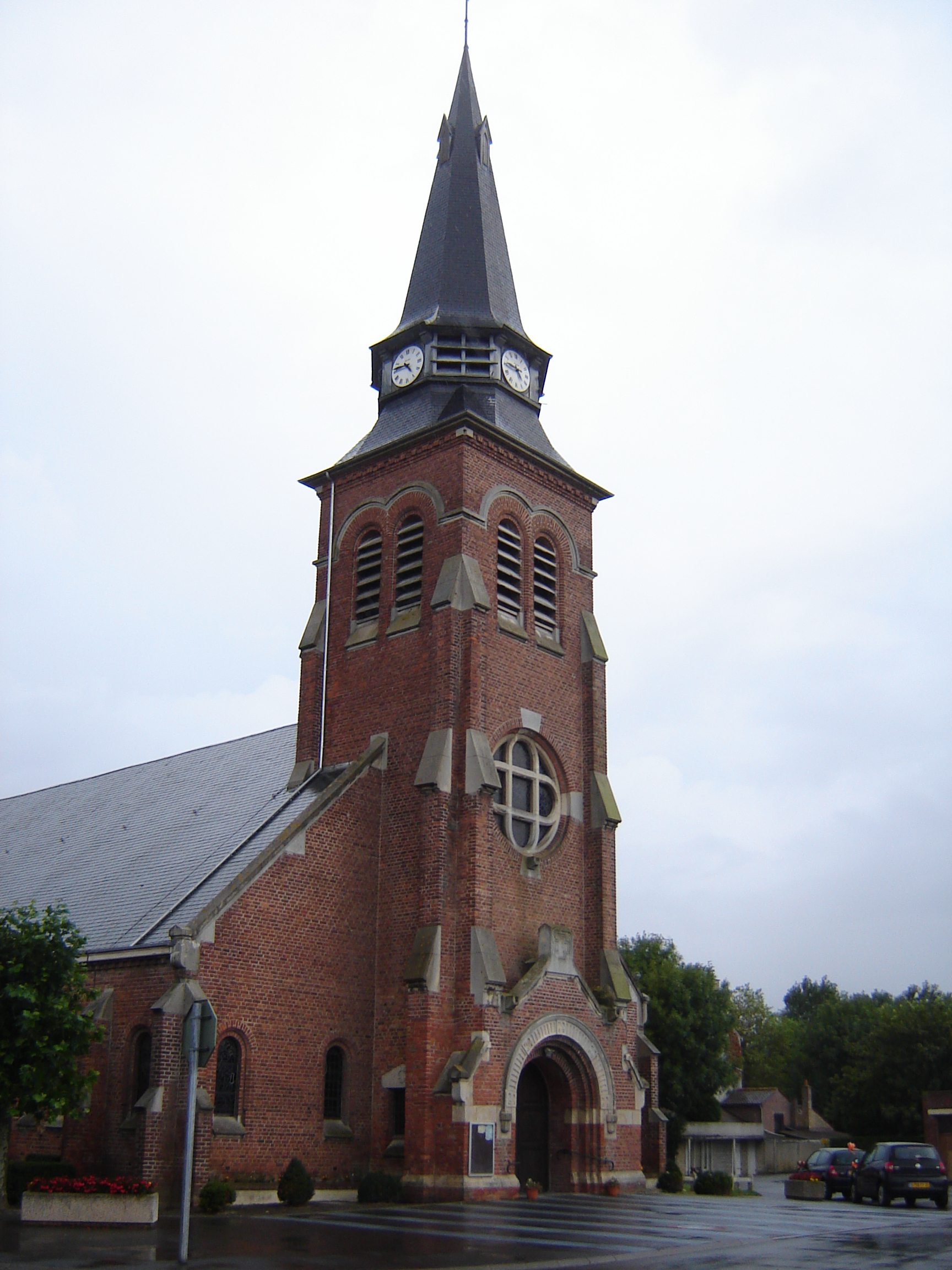
Kirche Mariä Himmelfahrt
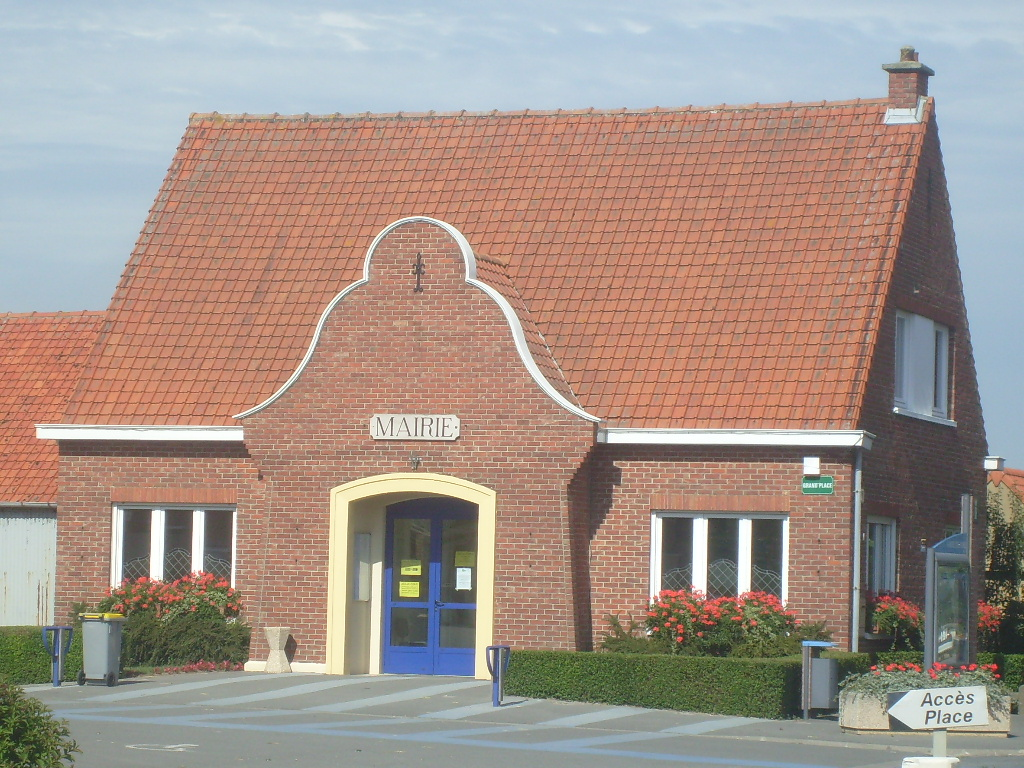
Ehemaliges Rathaus von Les Moëres
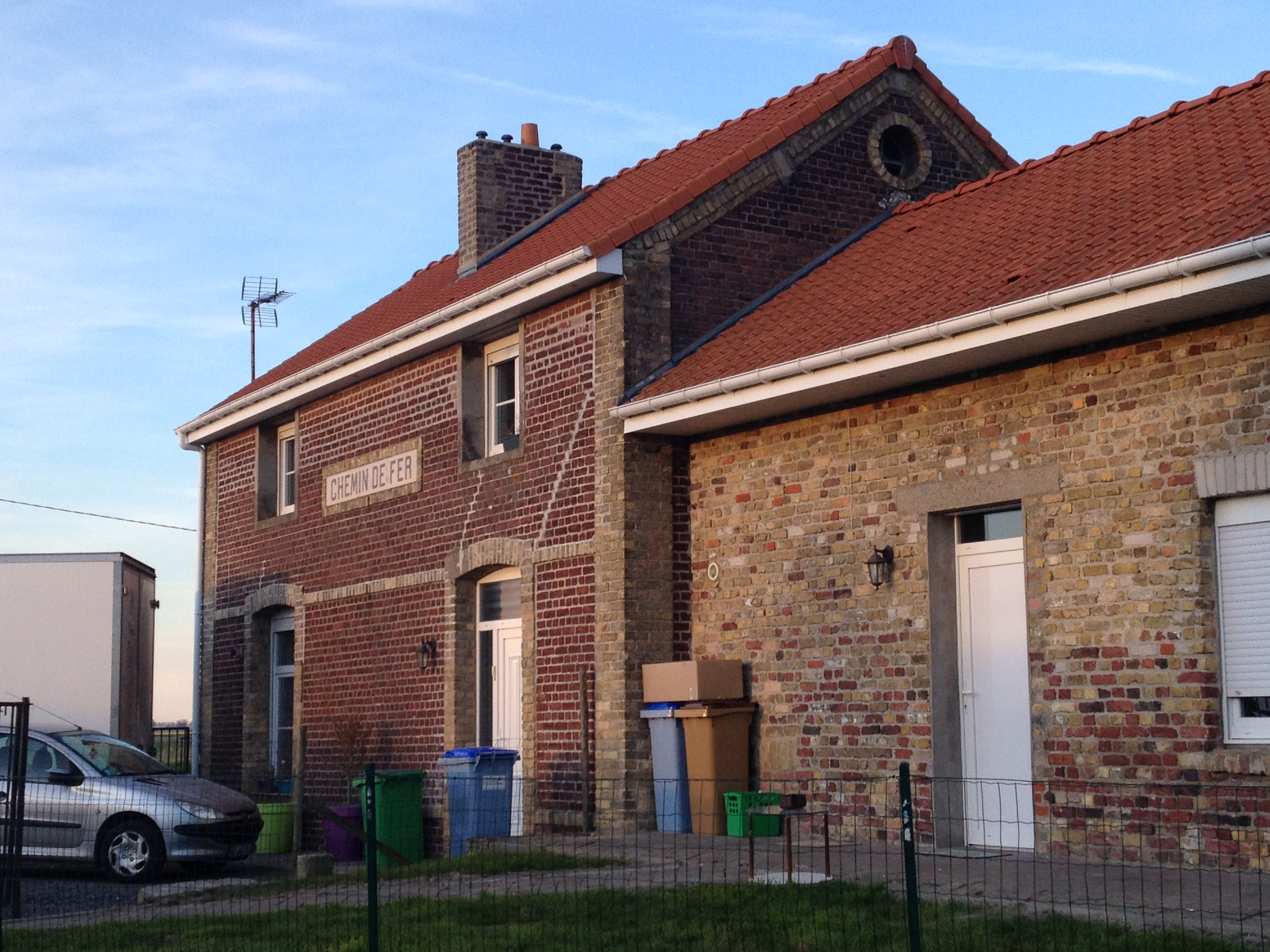
Bahnhof